# Ossicon

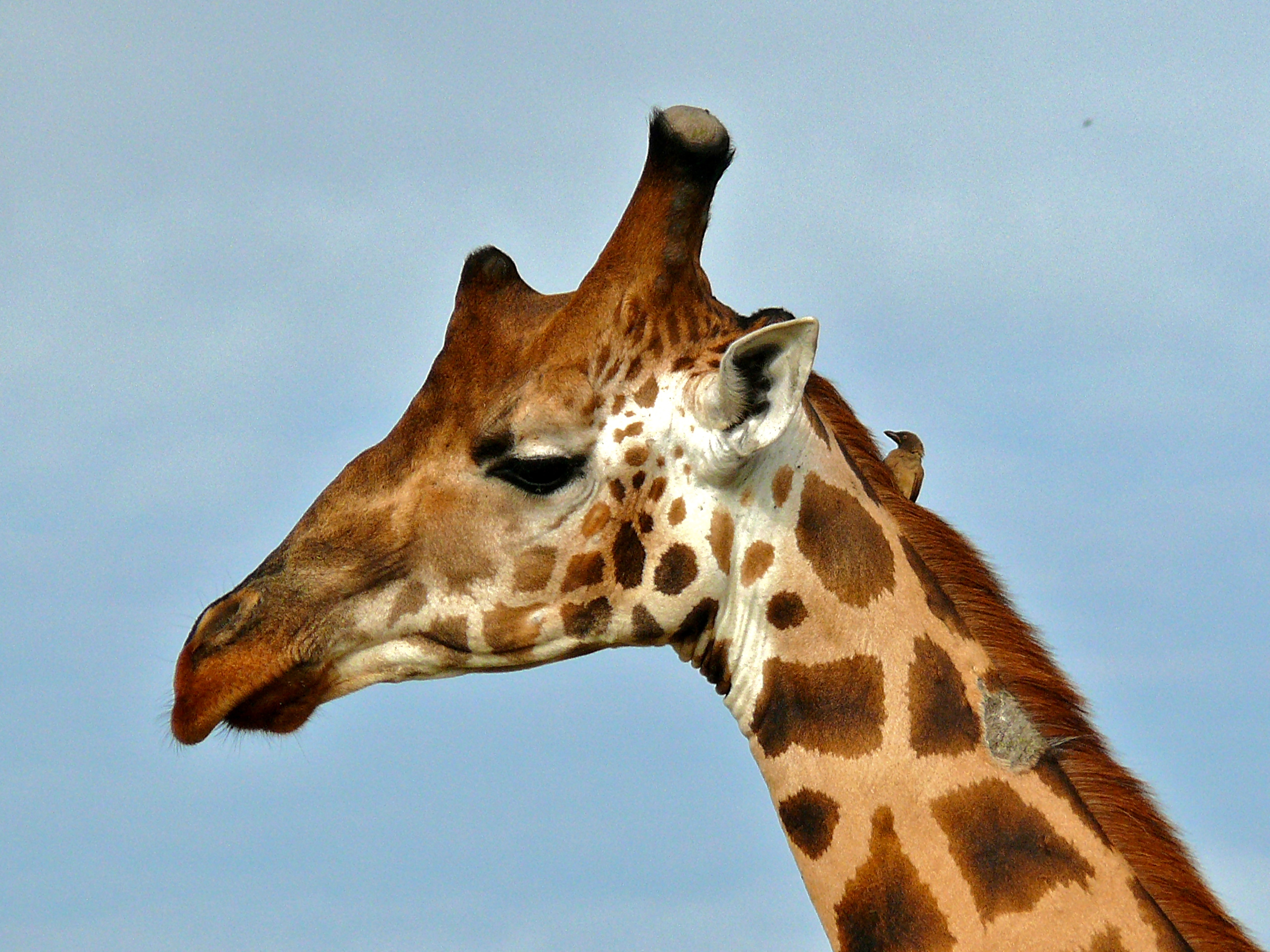
Rothschild-Giraffe (Giraffa camelopardalis rothschildi) mit Ossiconen (ein größeres und kleineres Paar und ein einzelnes mittig)

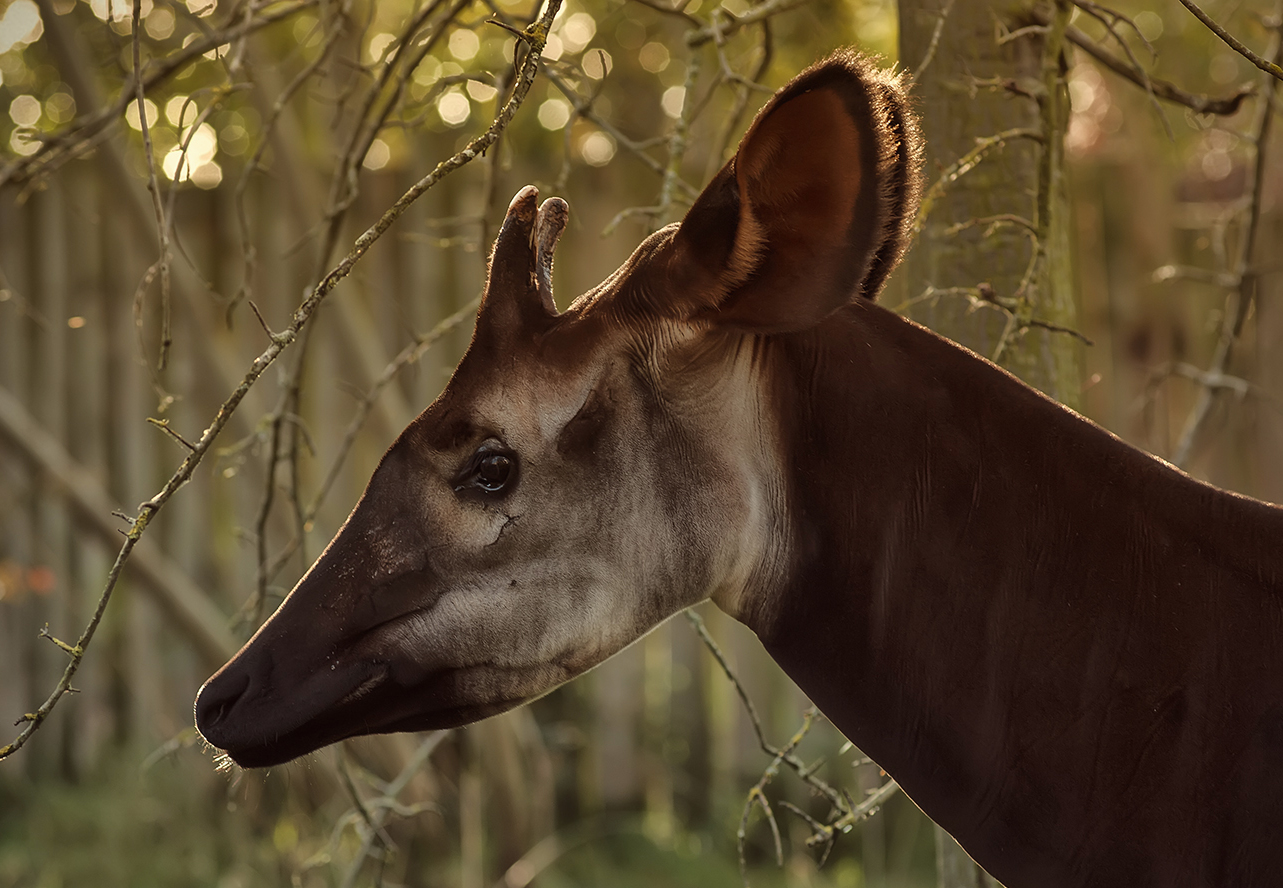
Okapi (Okapia johnstoni) mit Ossiconen

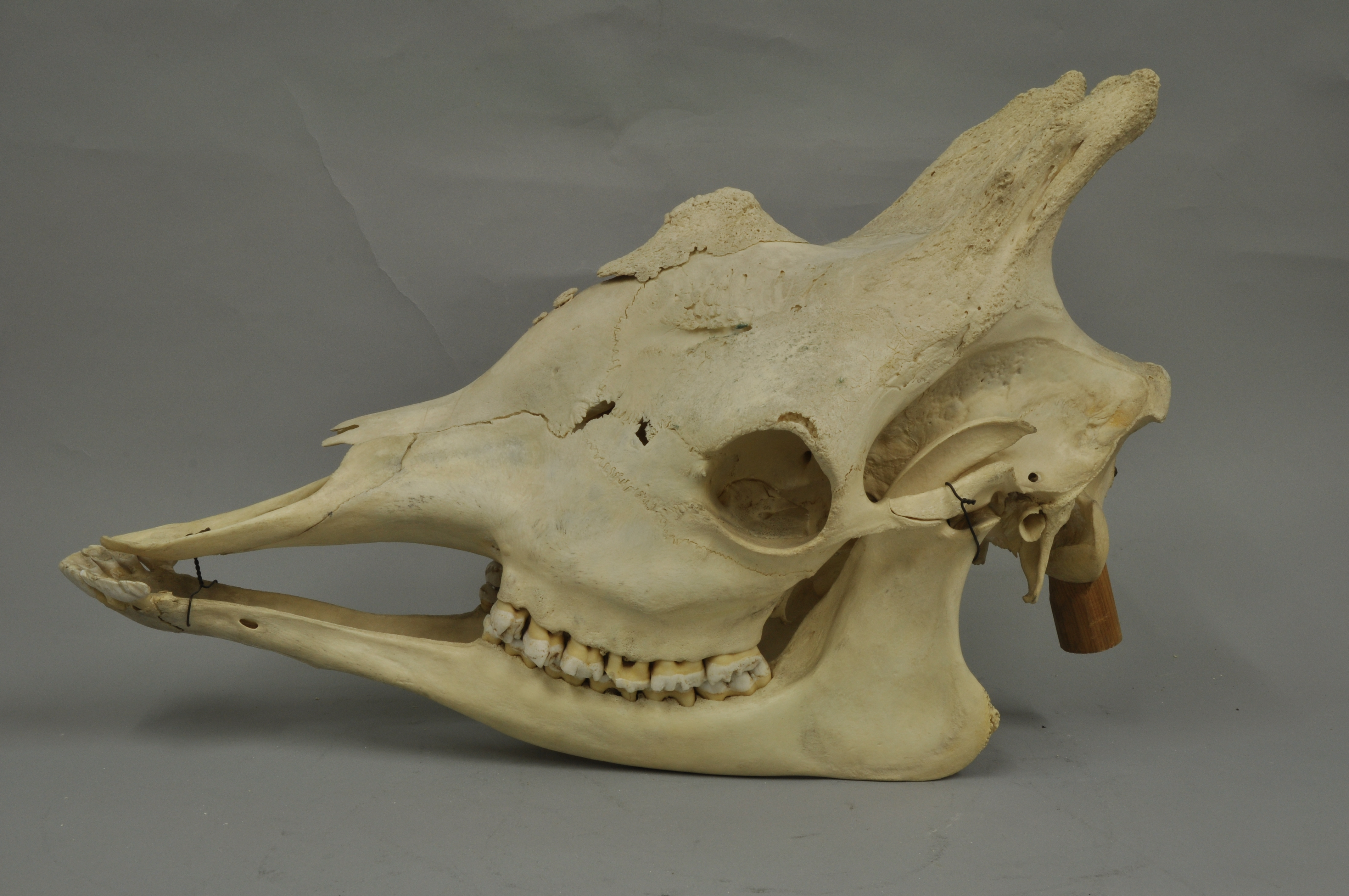
Schädel eines Giraffenbullen mit Ossiconen, die Hörner sind mit dem Schädel verwachsen

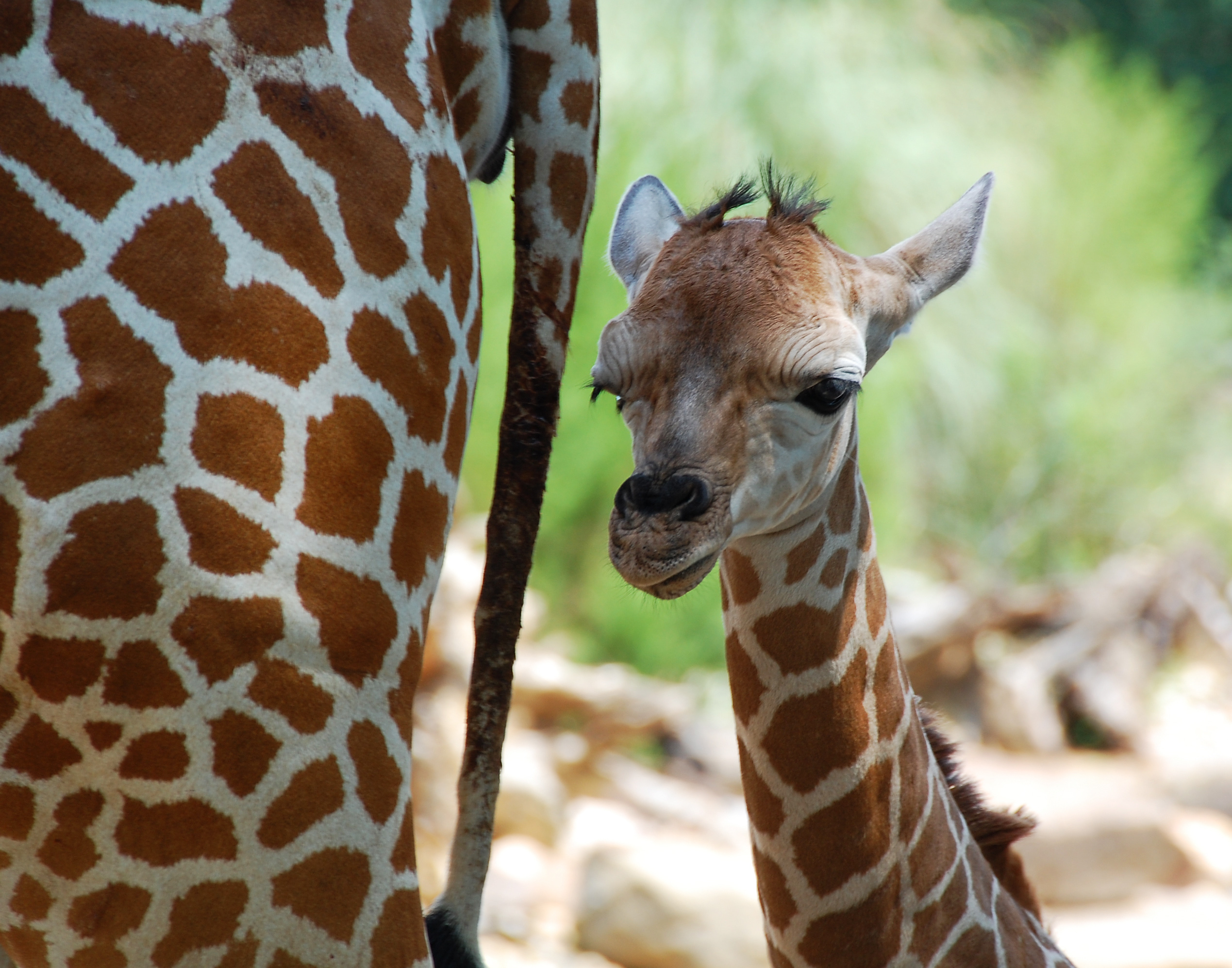
Neugeborene Giraffe mit zwei schwarzen Haarbüscheln über den Knorpelansätzen

Ossicon (auch Ossiconus, Ossikon, Stirnzapfen und Hornzapfen) wird das permanente Horn bei den Giraffen (Giraffa) und beim Okapi (Okapia) sowie bei ihren ausgestorbenen Vorfahren genannt. Es ist ein hautbedeckter Knochenauswuchs auf dem Schädel, der als in der Haut angelegter Knorpelansatz sich später in paarige oder unpaarige Hörner umwandelt (bei der Rothschild-Giraffe fünf Hörner, eines mittig auf der Stirn).
Bei den Giraffen tragen beide Geschlechter die Hörner, während bei den Okapis nur die Männchen welche haben. Nur bei den Okapis sind die Hornspitzen frei von Haut.

## Namensherkunft
Der britische Zoologe Ray Lankester gab 1901 den hautüberzogenen Hörnern der Giraffenartigen (Giraffidae) erst den Namen ossicusps, um sie aber von den hautüberzogenen Geweihen der Hirsche (Cervidae) zu unterscheiden, nannte er sie 1902 vellericorns. Im Jahr 1907 äußerte Lankester sich, dass er den Begriff ossicusps allgemeiner verwenden möchte, gleichzeitig reservierte er den Begriff ossicone für die eigentümlichen, separat verknöchernden Zapfen der Giraffenartigen. Weitgehend in Übereinstimmung mit Lankesters Vorgabe wird der Begriff „Ossicon“ heute speziell nur noch für die Hörner der Giraffen und des Okapi sowie für vergleichbare Bildungen bei ausgestorbenen Formen innerhalb der Giraffenartigen und dem unmittelbaren Verwandtschaftskreis (Giraffomorpha) verwendet.

## Beschreibung
Da die Ossiconen nicht abgestoßen werden, nehmen einige Wissenschaftler an, dass die Giraffenartigen von den Hornträgern (Bovidae) abstammen, die meisten Autoren jedoch ordnen die Abstammung den Hirschen zu.
Die „Hörner“ der Giraffenartigen werden bereits im Embryonalstadium angelegt, was von anderen Stirnwaffenträgern abweicht. Bei der Geburt sind diese als flache, anfangs frei bewegliche Knorpelansätze in der dicken Haut eingebettet. Die fötalen Ossiconen und die der neugeborenen Giraffen haben einen oval-länglichen Querschnitt, wobei ihre Achse posteromedial-anterolateral verläuft, und die Kopfhaut darüber ist von langen schwarzen Haaren bedeckt, wenn sie geboren werden. Sie richten sich innerhalb weniger Tage nach der Geburt schon auf und verknöchern während des Wachstums. Bis zum Alter von vier Jahren bei den Männchen und bis zu sieben Jahren bei den Weibchen verknöchern und verwachsen sie fest mit dem Schädel. Es ist wissenschaftlich nicht geklärt, ob die Ossiconen ein evolutionäres Überbleibsel, also ein primitiver Typ der komplexeren Hörner anderer Familien sind, oder ob sich ursprünglich große Hörner zurückgebildet haben, während der Hals der Giraffen immer länger wurde.
Die Position der Ossiconen auf der Kranznaht des Schädels wurde erstmals 1838 von Richard Owen beschrieben. Der regelmäßige Wechsel der Apikalhaut wurde in den 1950er Jahren im Zoologischen Garten in Prag bei beiden Geschlechtern während einer achtjährigen Studie beobachtet.